# Antoni Demianowicz
Antoni Demianowicz (ur. 21 października?/2 listopada 1897 w Kiszyniowie, zm. 27 lutego 1980 w Lublinie) – polski zoolog, pszczelarz, profesor Wyższej Szkoły Rolniczej w Lublinie.

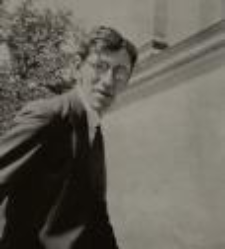
Antoni Demianowicz (ok. 1931)

Urodzony w Besarabii w rodzinie ormiańskiej, był synem Grzegorza i Marii z Ohanowiczów. W 1916 ukończył szkołę realną w Kiszyniowie, przez rok studiował na Wydziale Rybactwa Instytutu Gospodarki Wiejskiej w Moskwie, następnie pracując w majątku swojej matki zdobywał doświadczenie pszczelarskie i w zakresie uprawy winorośli.
W 1922 Demianowicz, ówcześnie obywatel rumuński, przyjechał do Warszawy i w charakterze wolnego słuchacza podjął studia w Szkole Głównej Gospodarstwa Wiejskiego. Rok później przeniósł się na kierunek biologiczny na Uniwersytecie Warszawskim, wieńcząc studia doktoratem filozofii w zakresie zoologii w 1932 na podstawie pracy Równonogi lądowe Isopoda terrestia Besarabii, przygotowanej pod kierunkiem Konstantego Janickiego. W tym samym czasie zawarł związek małżeński z Polką Zofią Teską, przyjął polskie obywatelstwo i osiadł na stałe w Lublinie.
Pracował jako inspektor Lubelskiego Związku Pszczelarzy. W 1935 odbył praktykę u Otto Morgenthalera w Instytucie Pszczelarstwa w szwajcarskim Liebfeld, zapoznając się z miejscową gospodarką pasieczną, chorobami pszczół, analizą płytkową miodów. Po powrocie do Lublina był w latach 1935–1937 inspektorem pszczelarstwa Wojewódzkiego Towarzystwa Organizacji i Kółek Rolniczych. Zorganizował pierwszy w Polsce Pszczelarski Zakład Doświadczalny przy Lubelskiej Izbie Rolniczej, a w kwietniu 1937 objął kierownictwo powstałego z przekształcenia tegoż zakładu Działu Pszczelarskiego Państwowego Instytutu Naukowego Gospodarstwa Wiejskiego w Puławach.
W 1945 zorganizował Instytut Pszczelarski w Lublinie, włączony następnie do krakowskiego Instytutu Zootechniki; z kolei Dział Pszczelarski instytutu puławskiego, którym Demianowicz nadal kierował, został po wojnie włączony do Instytutu Sadownictwa, najpierw z siedzibą w Lublinie, potem w Skierniewicach. W latach 1946–1950 Demianowicz prowadził wykłady zlecone z pszczelarstwa na Wydziale Rolnym i Weterynaryjnym Uniwersytecie Marii Curie-Skłodowskiej, a od października 1954 nosił tytuł profesora nadzwyczajnego. W 1945 zorganizował pierwsze w Polsce Liceum Pszczelarskie (potem Technikum) w podlubelskiej Żabiej Woli (przemianowanej następnie na Pszczelą Wolę), był w tej szkole nauczycielem do 1950. Prowadził też wykłady na licznych kursach specjalistycznych.
U schyłku kariery zawodowej wrócił do Lublina, obejmując w październiku 1966 pierwszą w kraju Katedrę Pszczelarstwa na Wydziale Rolniczym Wyższej Szkoły Rolniczej. W 1968 przeszedł na emeryturę.
Wchodził w skład rad naukowych, był członkiem organizacji spółdzielczych i społecznych, członkiem Centralnego Związku Pszczelarzy. Uczestniczył w pracach nad krajowym Planem Organizacji Hodowli Pszczół. Był także aktywny na pszczelarskim forum międzynarodowym, brał udział w kongresach Międzynarodowej Federacji Stowarzyszeń Pszczelarskich „Apimondia”, która nadała mu – jako pierwszemu Polakowi – członkostwo honorowe (1973). Odznaczony został m.in. Złotym Krzyżem Zasługi (1959) i Krzyżem Kawalerskim Orderu Odrodzenia Polski.
Demianowicz ogłosił 17 rozpraw, 8 podręczników, 10 prac o charakterze popularnonaukowym, a także niespełna sto mniejszych prac (polemiki, recenzje). Już jako student, wspólnie z J. Jarockim, opublikował rozprawę O występowaniu w Wiśle pontokaspijskiego obunoga Chaetogammarus tenellus (G. O. Sars). W swojej pracy doktorskiej Demianowicz opisał 26 gatunków równonogów lądowych, z czego trzy były wcześniej nieznane nauce światowej: Armadillidium traiani Dem., Protracheoniscus scythicus Dem. i Protracheoniscus nogaicus Dem. Późniejsze prace poświęcił już tematyce pszczelarskiej; był autorem pierwszego polskiego podręcznika akademickiego z tej dziedziny – Pszczoły, ich życie i hodowla (1936), a także m.in. publikacji O dziedziczeniu cech rodziców u pszczół (1957). Wspólnie z Leonem Bornusem przygotował wydanie Słownika terminów pszczelarskich dla języków słowiańskich (1964). Przed II wojną światową był redaktorem miesięcznika „Pasieka”, po wojnie wchodził w skład komitetu redakcyjnego tego pisma, a także komitetu redakcyjnego „Pszczelarstwa” i „Pszczelniczych Zeszytów Naukowych”.
Część badań Demianowicz prowadził wspólnie z żoną, również profesorem Wyższej Szkoły Rolniczej w Lublinie, m.in. opracowali razem metodę otrzymywania miodów jednogatunkowych. Zmarł w lutym 1980 w Lublinie i pochowany został na miejscowym cmentarzu na Majdanku.